# Рай (Тинторетто)
«Рай» (итал. Il Paradiso) — самая большая из картин, написанных когда-либо маслом на холсте (22 х 9 метров). Шедевр выдающегося итальянского живописца периода позднего Возрождения и маньеризма Якопо Робусти по прозванию Тинторетто с учениками. Картина написана в 1579—1588 годах для торцовой стены зала Большого Совета Дворца дожей в Венеции. Мастеру в то время было около семидесяти лет. «Необъятная композиция, наполненная игрой света и тени, охватывает беспредельное пространство небес, в котором вокруг Христа и Богоматери расположились на облаках святые и праведники. Картина написана с размахом и пафосом, характерными для Тинторетто».
На картине изображены Силы Небесные согласно сочинению Псевдо-Дионисия Ареопагита «О Небесной иерархии», текстам «Золотой легенды» и описанию Рая в «Божественной комедии» Данте Алигьери. Картина включает около пятисот фигур. Джон Раскин (Рёскин) написал об этом произведении: «Я без колебаний утверждаю, что эта картина, безусловно, является самым ценным произведением искусства любого рода, существующим сейчас в мире».

## История создания

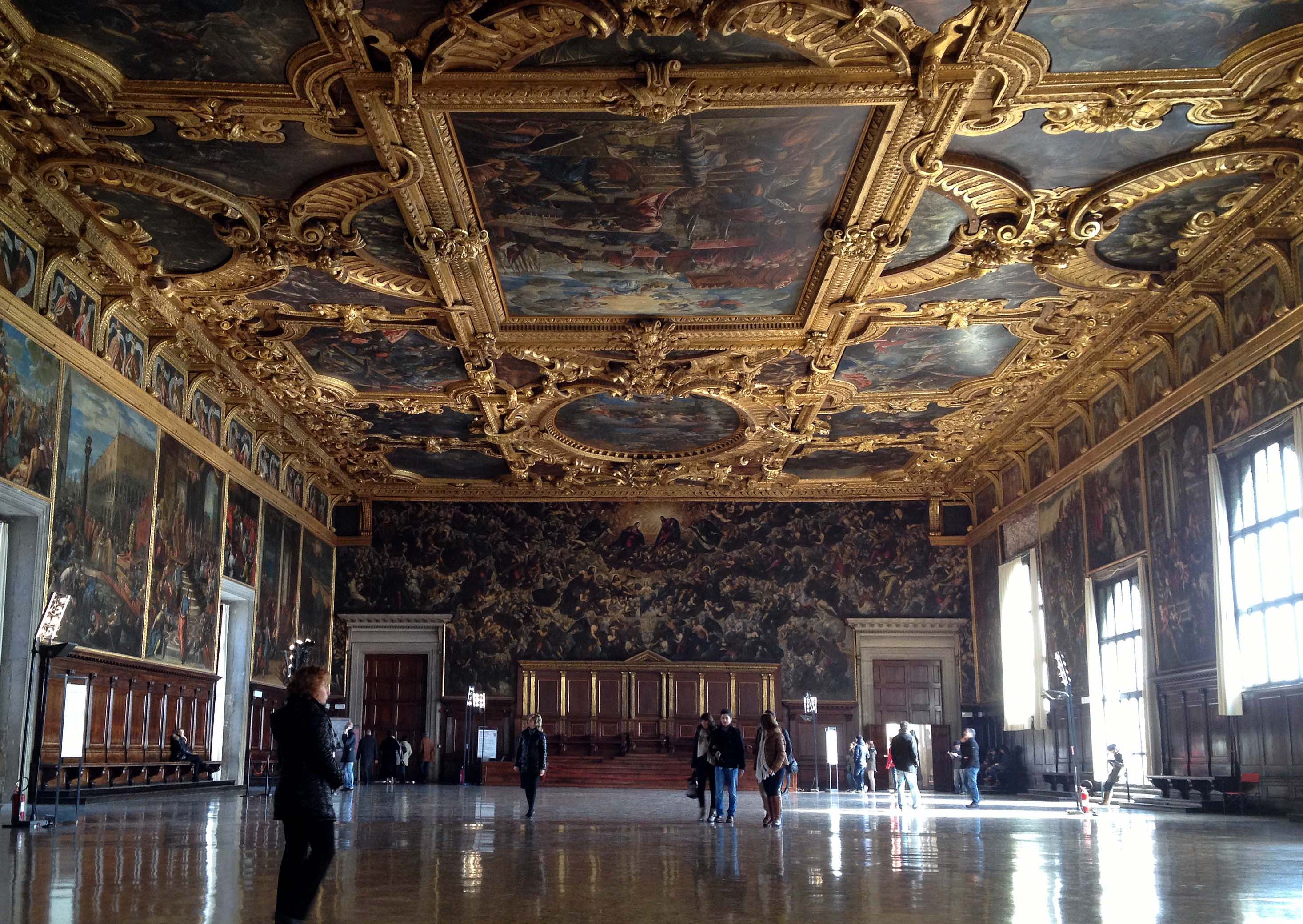
Зал Большого Совета Дворца дожей в Венеции

Тинторетто с 1548 года был официальным живописцем Венецианской республики, сменив в этой должности Тициана. Над украшением Зала Большого Совета Дворца дожей работали лучшие венецианские художники, среди них Джентиле да Фабриано, Пизанелло, Альвизе Виварини, Витторе Карпаччо и Тициан. Однако в 1577 году пожар уничтожил внутреннюю отделку и все живописные панно, в том числе фреску XIV века Гвариенто ди Арпо, изображавшую «Коронование Девы», занимавшую всё пространство торцовой стены нового Зала дворца, в котором заседал Большой совет города. Художники получили подробные указания по содержанию и композиции, при этом главным требованием было воссоздание разрушенного убранства зала. Был проведён конкурс на замену повреждённой росписи. Однако стало ясно, что во влажном климате «Царицы морей» целесообразнее писать не фреску, а картину маслом на холсте. Трудность, тем не менее, состояла в подготовке столь огромного холста и его крепления к стене.
иконографическая программа также претерпела изменения. Было решено писать не «Коронование Девы», а «Небесную иерархию» — тема, более подходящая для зала заседаний Совета: дожа и членов Синьории. Программу в духе идей контрреформации разработали Франческо Сансовино и флорентийский монах Джироламо ди Барди, основываясь на сочинении Псевдо-Дионисия Ареопагита «О Небесной Иерархии» и текстах «Золотой легенды». Небесная иерархия перекликалось с событиями иерархии земной. В 1530 году была опубликована анонимная поэма, посвящённая Венеции и вдохновлённая «Божественной комедией» Данте. В этой поэме печально известная венецианская тюрьма (Prigione) уподоблялась аду, венецианский трибунал — чистилищу, а зал Большого Совета — раю.
Конкурсанты представили свои эскизы. В итоге для совместной работы над огромным произведением искусства были избраны Паоло Веронезе и Франческо Бассано, но Веронезе умер в 1588 году, до того, как работа началась, и заказ был передан Тинторетто. Тинторетто представил два эскиза, оба не похожие на окончательный вариант; это была последняя крупная работа престарелого мастера, и она была завершена в основном учениками его мастерской под руководством сына Доменико. Р. Эхолс и Ф. Ильчман писали в своей книге «Тинторетто: художник Венеции эпохи Возрождения»: «[Тинторетто] не хватало сил, чтобы карабкаться вверх и вниз по лесам и наносить последние штрихи на свой холст. Поэтому он передал эту задачу Доменико».
Сам Тинторетто написал несколько больших частей картины, которая в целом была призвана показать не только Небесные силы, покровительствующие республике, но и уникальную политическую структуру Венеции с её гражданскими правами, воинской доблестью и мощью, культурными достижениями. Это было одновременным прославлением уникальной формы правления, манифестацией гражданской свободы и претензией на равенство Венеции перед Священной Римской империей и папством.

## Композиция картины
В верхней части композиции, разработанной Тинторетто, по оси симметрии помещена сцена Коронования Девы: Христос и Мадонна в центре мироздания, над Ними парит голубь — Святой Дух, ниже полукружиями располагаются, согласно ступеням иерархии, все остальные персонажи. В композиции картины присутствовала и отсылка к Благовещению, фигурировавшему на предыдущей фреске: Архангел Гавриил (слева) изображён протягивающим Марии, окружённой ореолом из семи звёзд (символ Девы) три лилии (эмблема Благовещения). Божественный свет исходит не от голубя Святого Духа, а от фигуры Христа-Судьи мира (в первом эскизе изображённого держащим шар, увенчанный крестом); справа от него — Архангел Михаил, протягивающий весы правосудия. Из центра сцены к Эмпирею открывается путь света, позволяющий душам Справедливых вознестись с помощью ангелов и Милости Божией. Порядок небесной иерархии соблюдается: евангелисты появляются полукругом непосредственно под основной сценой, а святые выстраиваются в том же порядке, в котором они фигурируют в церковных ектениях.
«Тинторетто удалось создать удивительное изобразительное пространство, пронизанное небесным сиянием, в двух планах — первом, ближе к зрителю, более материальном, и дальнем, голубоватом, пронизанном золотистыми лучами. Вместе с этим пространство пульсирует и как бы кругами расходится от сияющего центра. Архитектоника яснее просматривается в эскизе, хранящемся в парижском Лувре. Свой вариант композиции (менее интересный с пространственной точки зрения) разработал Франческо Бассано (хранится в Санкт-Петербургском Эрмитаже). У Тинторетто передние фигуры картины трактованы материально (они отбрасывают тени друг на друга). Ангелы пребывают в сиянии золотистого света».
Исследователи находят соответствие этой «небесной живописи» стихотворным образам Данте в «Божественной комедии». Весьма вероятно, что живописец непосредственно вдохновлялся строками Данте:

 Есть горний свет, в котором божество
Является очам того творенья,
Чей мир единый — созерцать его;
Он образует круг...
Его обличье луч ему дает,
Верх озаряя тверди первобежной...
Светило, какова же ширина
Всей этой розы, как она раскрылась?..

(«Рай», XXX, 100—117) 
И далее, в следующей песне «Рая»:

 Так белой розой, чей венец раскрылся,
Являлась мне святая рать высот,
С которой агнец кровью обручился...
Как войско пчел, которое слетает
К цветам и возвращается потом...
Их лица были из огня живого,
Их крылья — золотые, а наряд
Так бел, что снега не найти такого...

(«Рай», XXXI, 1-15) 

## Детали картины

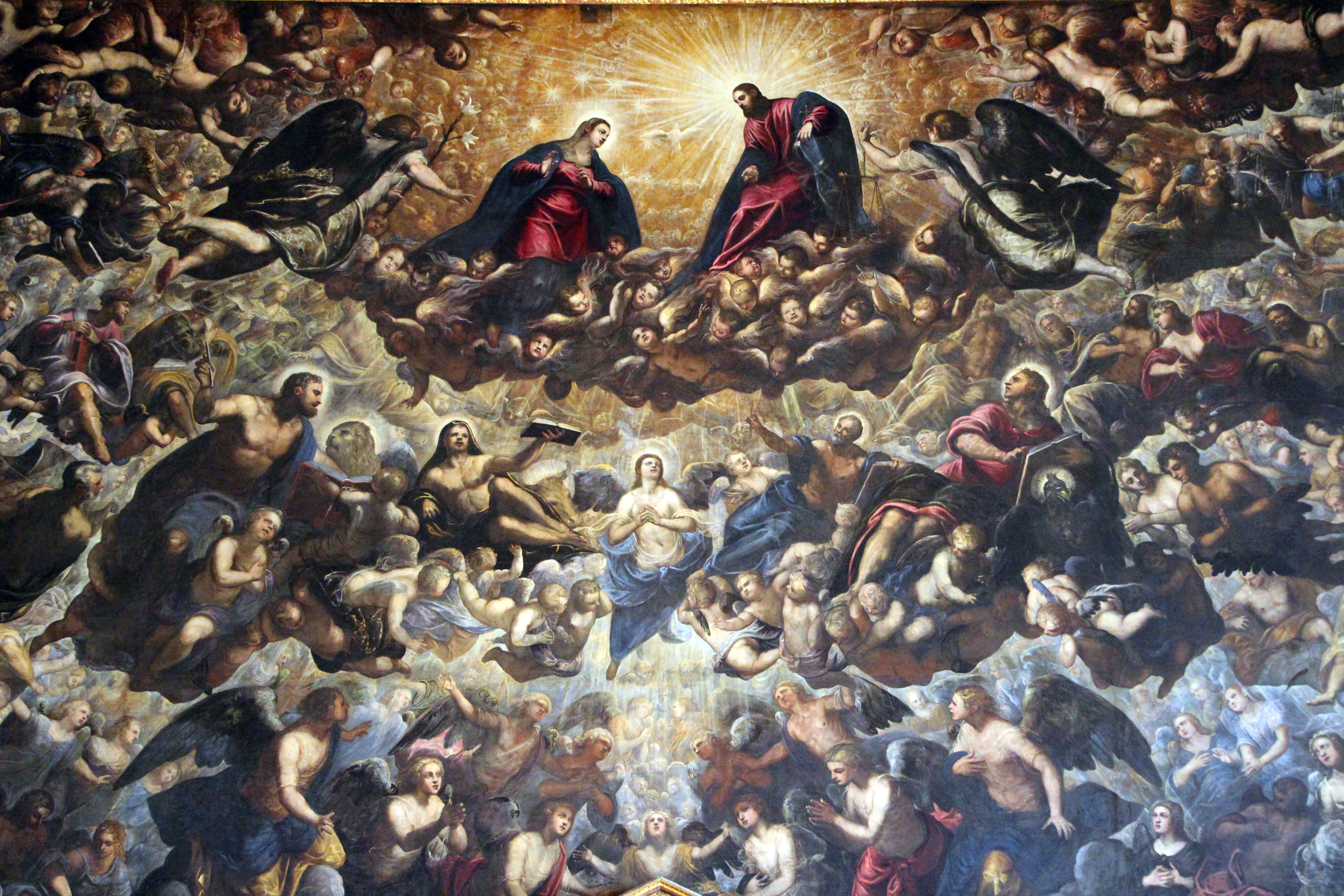
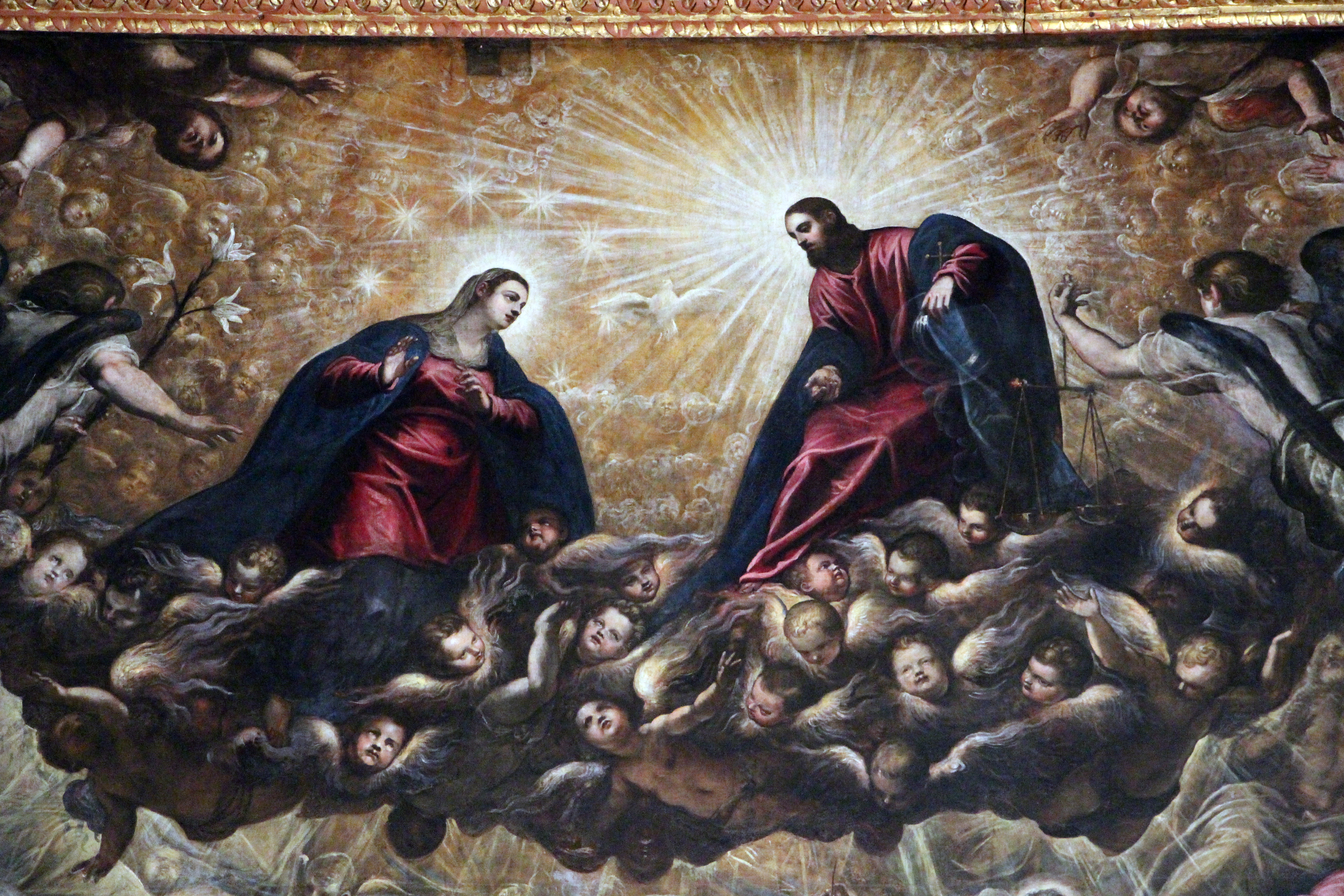
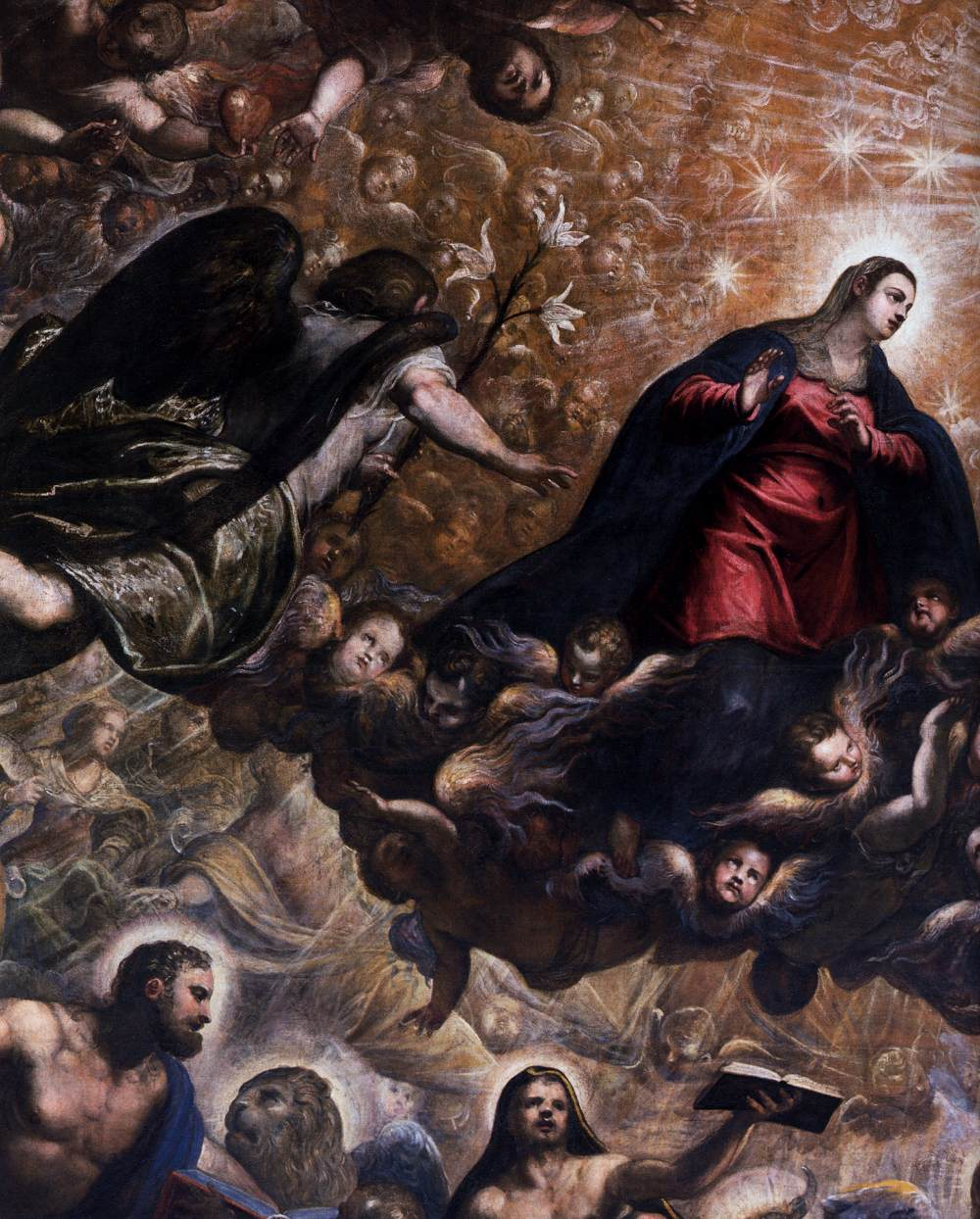
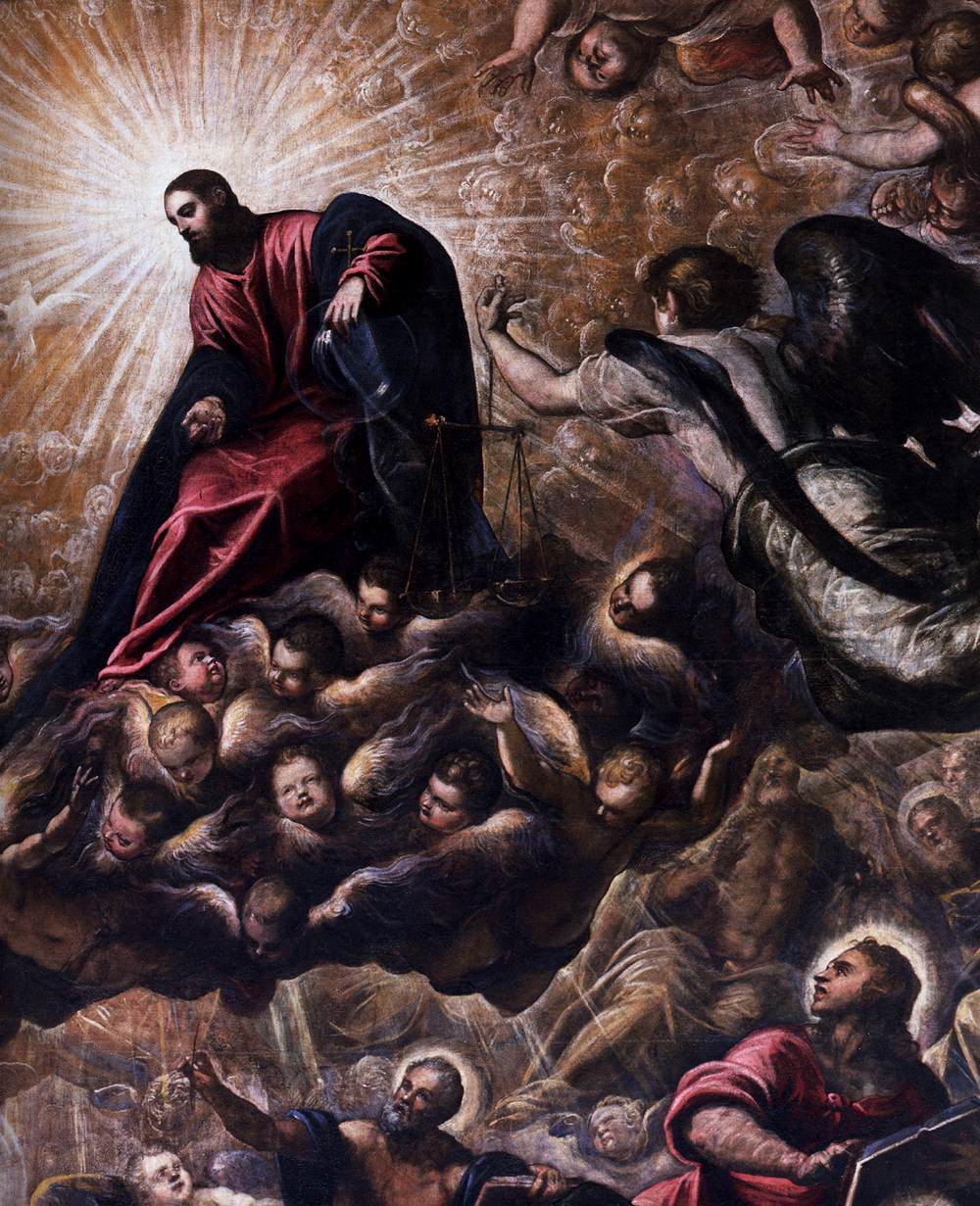
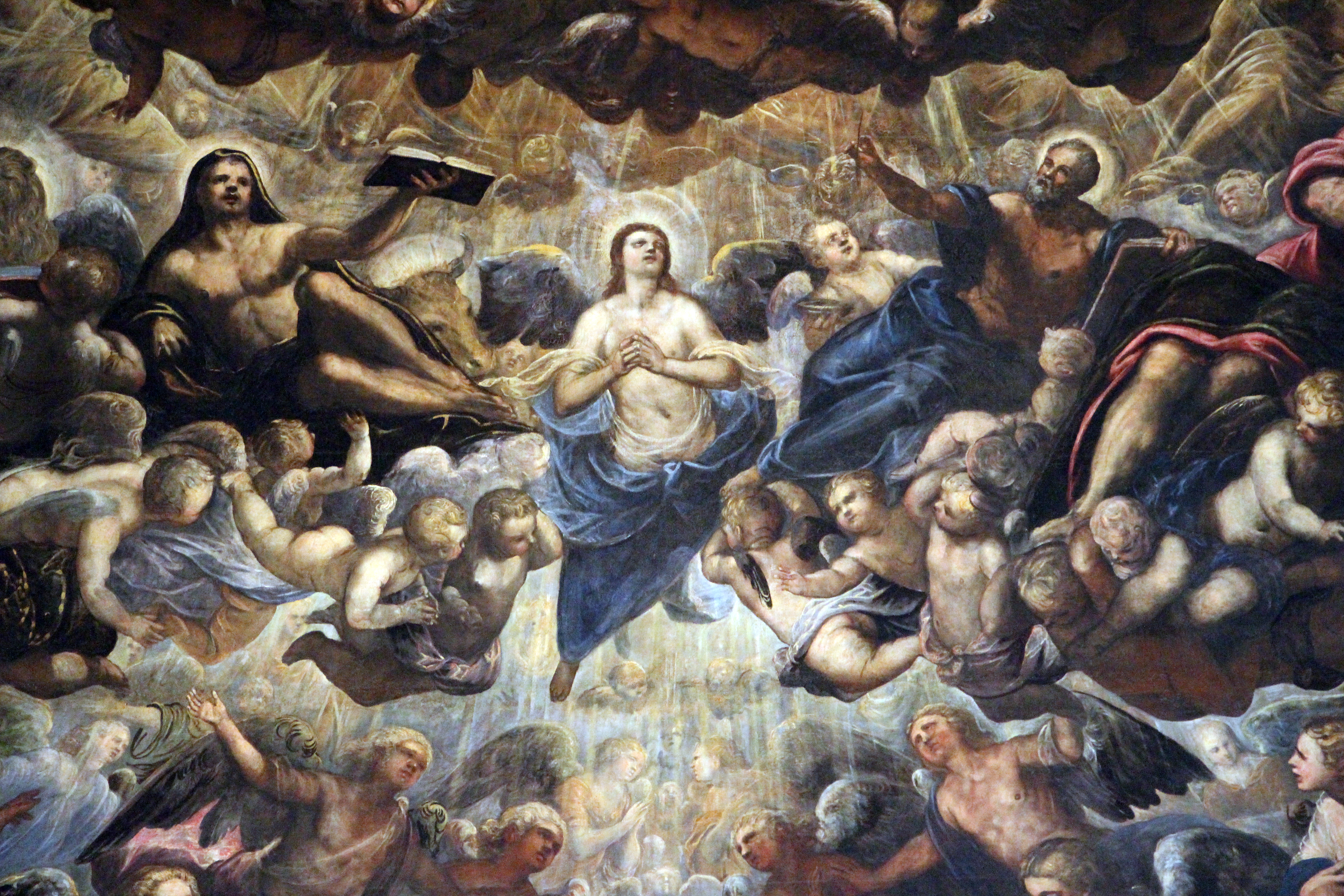
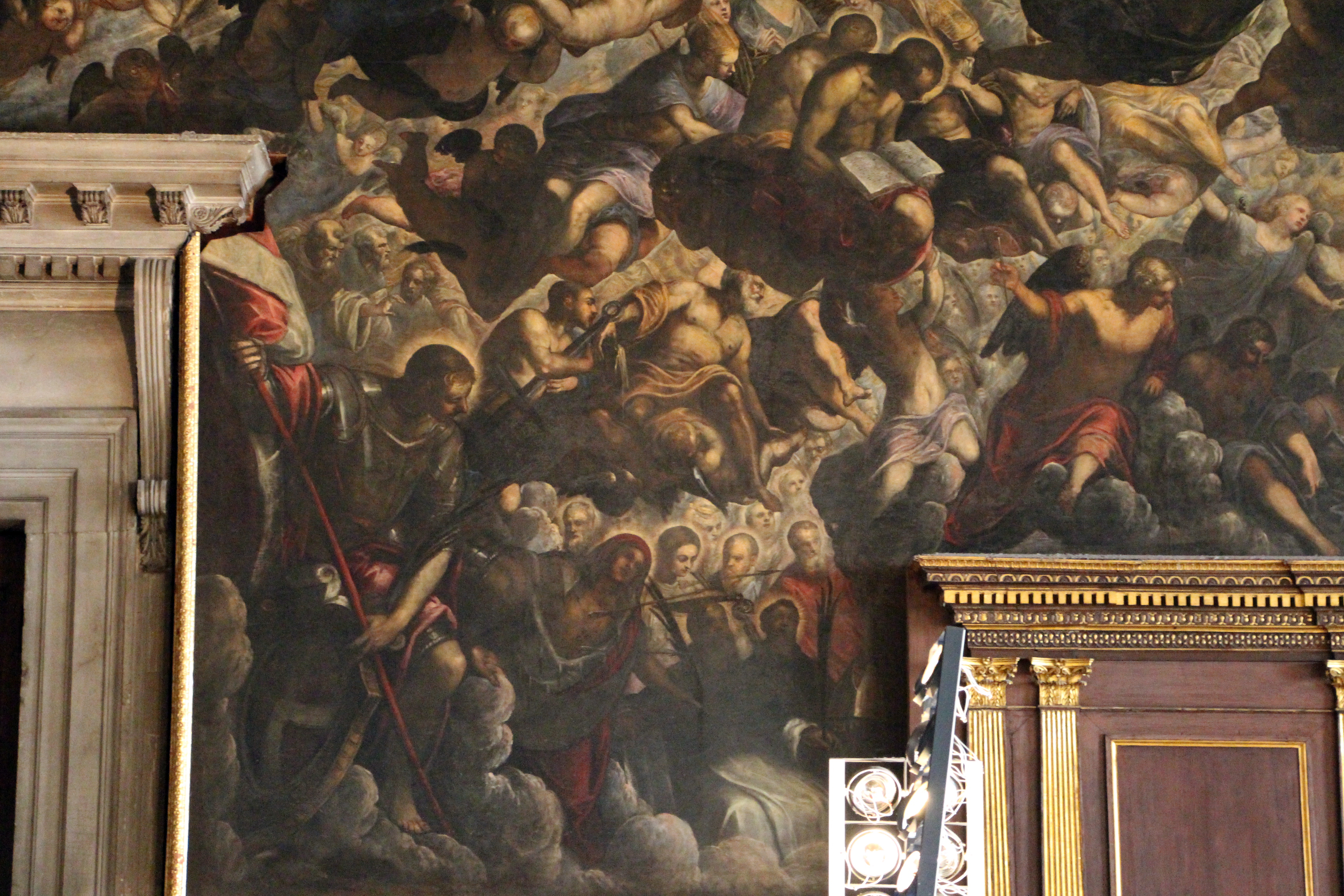

В центре «светового колокола», у ног Христа и Марии художник, согласно принципам «Небесной Иерархии», поместил хор Серафимов в виде огненноподобных ангелочков, немного похожих на итальянских путти, но с крыльями, которые превращаются в пламя. Слева и ближе к переднему плану помещены Херувимы с книгами в руках, справа — Престолы с весами, как Ангелы правосудия. На крыльях Ангелов имеются надписи, указывающие их принадлежность к той или иной ступени иерархии. Далее идут Господства (с земными сферами в руках), Начала в коронах и царских одеждах, Силы с мечами и Власти со скипетрами. Далее от центра (ниже по плоскости картины) показаны Архангелы и Ангелы, среди которых простые смертные, мужчины и женщины, праведники и праведницы, которые, по тексту «Золотой легенды», превращаются в Ангелов (они ещё имеют признаки пола — мужские и женские прически, детали одежды), в то время как ближе к центру изображены семь Ангелов, превращение которых уже завершилось. Непосредственно над местом дожа в сиянии лучей помещено изображение большого светлого Ангела с тёмными крыльями, с молитвенно раскинутыми руками и в богатом женском одеянии. Возможно, это «Ангел лагуны», олицетворение Венеции.
В следующем ряду представлены Ангелы-хранители, евангелисты со своими атрибутами, Апостолы (справа), пророки и праотцы (слева), среди которых хорошо читаются фигуры Моисея со скрижалями, царя Давида с лирой, а за ним — Соломона, Ноя с ковчегом и далее, в глубину изображения: Авраам, Исаак, Иаков и многие другие. Симметрично Ною показаны фигуры Адама и Евы (это подчёркивает, что история человечества начиналась дважды: до Всемирного потопа и после него).
Ближе к переднему плану расположены изображения мучеников и Отцов Церкви. У правого края картины выделяются фигуры Марии Магдалины, Святого Христофора, несущего на плечах шар, увенчанный крестом, пустынников Антония и Павла. Рядом с Христофором — невинные младенцы с пальмовыми ветвями в руках. У левого края картины — Иоанн Креститель, святые Елена, Себастьян, пронзённый стрелами, Рох, Юстина, пронзённая мечом, Агнесса и Екатерина, Франциск Ассизский, Георгий Победоносец (эти святые пользовались особой любовью в Венеции) и множество других фигур, не все из которых ныне удается идентифицировать.
Поразительно, что при столь сложной композиции и огромном количестве персонажей престарелому мастеру удалось добиться мощи и целостности изобразительного пространства, хотя в предварительном эскизе из Лувра пространственная структура выражена чётче.